# احمد یاسین
احمد اسماعیل حسن یاسین (عربی: أحمد إسماعیل حسن یاسین؛ ژوئن ۱۹۳۶ – ۲۲ مارس ۲۰۰۴) سیاستمدار و رهبر فلسطینی بود که سازمان ملی‌گرای فلسطینی و اسلام‌گرای شبه‌نظامی حماس را در ۱۹۸۷ بنیان گذاشت. او پس از آن به‌عنوان رهبر معنوی این سازمان مشغول به فعالیت شد.
یاسین شخصی فلج و تقریباً نابینا بود. او به‌دلیل حادثه‌ای ورزشی که در ۱۲ سالگی برایش اتفاق افتاد، از صندلی چرخ‌دار استفاده می‌کرد.
او در سال ۲۰۰۴ پس از نماز صبح در شهر غزه، بر اثر شلیک موشک از سوی هلیکوپتر اسرائیلی کشته شد. این حمله که باعث کشته شدن هر دو محافظ و ۹ نفر از اطرافیانش شد، در سطح بین‌المللی محکوم شد. ۲۰۰ هزار فلسطینی در مراسم تشییع جنازهٔ او در غزه شرکت کردند.

## زندگی
شیخ احمد یاسین در سال ۱۹۳۷ در روستای الجوره از توابع شهرستان مجدل در جنوب نوار غزه به دنیا آمد. سه سال بیشتر نداشت که پدرش را از دست داد. او به همراه خانواده‌اش پس از جنگ ۱۹۴۸ به نوار غزه پناهنده شد. احمد یاسین در جوانی در اثر یک حادثه فلج شد اما این حادثه وی را از فعالیت‌های اجتماعی و تحصیلی دور نکرد و او به عنوان معلم ادبیات عرب و تربیت اسلامی به کار مشغول شد. در مساجد غزه به سخنرانی و تدریس پرداخت و به مشهورترین سخنرانان نوار غزه تبدیل شد.

## فعالیت‌های سیاسی
در سال ۱۹۸۳ به اتهام نگهداری اسلحه و تشکیل سازمان نظامی و فعالیت علیه اسرائیل بازداشت و در دادگاه نظامی اسرائیلی محاکمه و به ۱۳ سال زندان محکوم شد.

### ایجاد حماس
او در سال ۱۹۸۷ به همراه گروهی از فعالان اسلامگرا، جنبش مقاومت اسلامی (حماس) را در غزه بنیان گذاشت.
در سال ۱۹۸۵ در چار چوب تبادل اسراء میان اسرائیل و جنبش آزادی‌بخش فلسطین پس از تحمل ۱۱ ماه زندان، آزاد شد. در سال ۱۹۸۸ نیروهای دفاعی اسرائیل با یورش به منزلش، او را مورد بازجویی قرار داده و تهدید به تبعید به لبنان کردند. در ۱۶ اکتبر ۱۹۹۱ دادگاه نظامی با کیفر خواستی در ۹ بند، او را به اتهام تشویق برای ربودن و قتل سربازان اسرائیلی، تأسیس حماس و تشکیل دستگاه‌های امنیتی و نظامی متهم کرده و او را به حبس ابد به علاوه ۱۵ سال زندان محکوم کرد.
در روز چهارشنبه ۱۱ آبان ۱۳۷۶ در توافقی که میان اردن و اسرائیل بسته شد و در مقابل آزادی دو جاسوس سازمان اطلاعات و وظایف ویژه اسرائیل (موساد) که در جریان تلاش ناموفق برای کشتن خالد مشعل رئیس دفتر سیاسی حماس دستگیر شده بودند آزاد شد.

### سفر به ایران
او در ۲ مه ۱۹۹۸ (۸ اردیبهشت ۱۳۷۷) به مدت شش روز از ایران دیدن کرد و با سید علی خامنه‌ای و محمد خاتمی دیدار و گفتگو کرد.

## ترور
احمد یاسین در روز دوشنبه بیست و دوم مارس ۲۰۰۴، برابر با دوم فروردین ۱۳۸۳ پس از نماز صبح، به‌هنگام ترک مسجد، توسط شلیک موشک ای‌جی‌ام-۱۱۴ هل‌فایر از بالگرد بوئینگ ای‌اچ-۶۴ آپاچی ارتش اسرائیل کشته شد. در این حمله، ۹ تن دیگر، از جمله یکی از فرزندان شیخ و دو تن از محافظان او نیز کشته شدند. خبرگزاری فرانسه به‌نقل از رادیواسرائیل اعلام کرد: «آریل شارون» نخست‌وزیر اسرائیل، شخصاً بر عملیات کشتن احمد یاسین نظارت داشته است.